# Euophrys atrata
Euophrys atrata är en spindelart som beskrevs av Song D., Chai I. 1992. Euophrys atrata ingår i släktet Euophrys och familjen hoppspindlar. Inga underarter finns listade i Catalogue of Life.